# Psittacina

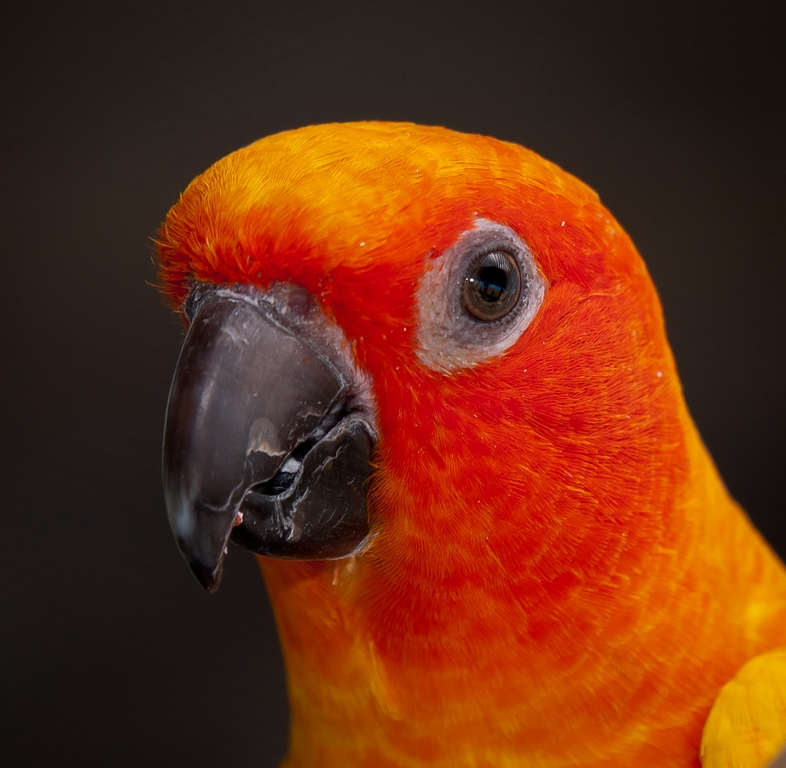
Pomarańczowa i czerwona barwa piór tej konury słonecznej (Aratinga solstitialis) jest wynikiem zawartości psittacyny

Psittacina (psitakofulwina) – zbiorcza nazwa grupy barwników (żółtych po czerwone) nadających kolor piórom papug (Psittaciformes). Występuje wyłącznie u przedstawicieli tego rzędu – u pozostałych za wspomniane barwy odpowiadają karotenoidy. Jest widoczny w świetle ultrafioletowym.
Po raz pierwszy nazwę dla nieznanego jeszcze barwnika zasugerował Krukenberg jeszcze w 1882 (psittacofulvins). George A. Smith w 1978 w swojej książce poświęconej nimfom zaproponował nazwę psittacin. Zauważył, że barwa żółta u papug nie zależy od pobieranego pokarmu, stąd musi być w całości syntezowana w organizmie ptaka. Wiadome jest również od lat 30. XX wieku, że barwniki te są widoczne w świetle ultrafioletowym. Dopiero w 2001 zbadano pod kątem chemicznym czerwony barwnik z piór ary żółtoskrzydłej (Ara macao); okazało się, że zawiera przynajmniej 4 substancje barwiące. Zasugerowano, że mogą one być polienalami zawierającymi od 14 do 20 atomów węgla. Szerokie spektrum jaskrawych barw w upierzeniu papug, od barwy ultrafioletowej po czerwoną, przykuło uwagę badaczy na początku XXI wieku w kontekście informacji o „jakości” przyszłego partnera. Typ i rozmieszczenie psittaciny może zależeć od wieku i płci ptaka, jak to ma miejsce u żółtogłówki (Alipiopsitta xanthops). 
Psittacina odpowiada nie tylko za barwę od żółtej do czerwoną, ale z jej udziałem tworzą się również barwy strukturalne – zielona i purpurowoniebieska. W przypadku barwy zielonej między warstwą rdzeniową z obecnymi ziarnami melaniny a warstwą korową z obecną żółtą psittaciną znajdują się komórki pryzmatyczne. Barwa purpurowoniebieska powstaje wskutek obecności ziaren melaniny w warstwie rdzeniowej, czerwonej psittaciny w warstwie korowej oraz komórek pryzmatycznych pomiędzy nimi.
Psittacina pełni ważną rolę w ochronie piór papug. Część z nich żyje w tropikalnych, wilgotnych regionach, gdzie narażone są na niszczenie tworzącej pióra keratyny przez bakterie. Obecność tych barwników w piórze wzmaga jego wytrzymałość. Pierwsze obserwacje w tym kierunku poczyniono po zbadaniu zielonych piór konury niebieskoczelnej (Thectocercus acuticaudatus) – okazały się być wyjątkowo odporne na działanie Bacillus licheniformis (wówczas, w 2004, nie wiedziano jeszcze, co odpowiada za ich zielony kolor). Hipotezę o ochronnym działaniu potwierdzono w badaniu z 2010 roku. Dotyczyło to zarówno, których barwa wynikała tylko z zawartości barwnika: czerwonych i czarnych, jak i niebieskich oraz zielonych, gdzie końcowy efekt warunkowany jest przez barwę strukturalną i pigment.